# 八海神社 (南魚沼市山口)
八海神社（はっかいじんじゃ）は、新潟県南魚沼市にある神社。同名の神社が幾つか存在するが、ここでは南魚沼市山口に鎮座する神社について記述する。

## 概要
越後三山のひとつである八海山は大きく三つの登山口を持つ。その中の城内口として、八海神社は城内地域からの登山道一合目にあたる。
山岳信仰の霊山として、行者や修験者からの信仰も厚い。

## 祭神
- 國狭槌尊（国狭槌尊）
- 瓊瓊杵尊
- 木花咲耶姫命
- 大山祇命
- 素盞鳴命
- 天照皇大神
- 稲蒼魂命
- 表筒男命
- 建御名方命

なお、八海山大神（八海山堤頭頼神王）は國狭槌尊の仏教的呼称である。

## 境内
- 夫婦杉（めおとすぎ）とよばれる、一つの根から二本の幹がのびる杉が多く、その姿から祭神の内の二柱の夫婦神とも重なり夫婦円満・子宝安産の象徴ともされている。

## 文化財

### 新潟県指定天然記念物
- 八海神社参道杉並木-一の鳥居から二の鳥居までの参道約440メートルの両側に総本数256本が並ぶ。1836年、地域一帯の大干ばつにより水源涵養林と景勝保全のため植林された。

## 現地情報

### 所在地
- 新潟県南魚沼市山口494

### 交通アクセス
- 電車
  - 最寄駅:JR東日本上越線六日町駅からバス約30分
- 車
  - 関越自動車道六日町ICから、新潟方面へ約25分
- 周辺
  - 六日町八海山スキー場 八海山ロープウェー